# Scolobates testaceus
Scolobates testaceus är en stekelart som beskrevs av Morley 1913. Den ingår i släktet Scolobates och familjen brokparasitsteklar. Inga underarter finns listade i Catalogue of Life.